# Toutrakan (obchtina)
Toutrakan (bulgare : Тутракан) est une obchtina de l'oblast de Silistra en Bulgarie.